# 小行星1090
小行星1090（1090 Sumida）是一颗主带小行星，于1928年2月20日由东京帝国大学天文台（今东京天文台）发现，德国天文学家卡爾·威廉·賴因穆特于稍晚的2月24日也独立发现此小行星。
該小行星以流经东京的隅田川命名。